# Leylah Fernandez
Leylah Annie Fernandez (Montreal, 6 de setembro de 2002) é uma tenista profissional canadense.
Leylah ganhou seu primeiro título de simples do WTA Tour no Monterrey Open de 2021. O recorde dela no ranking mundial da WTA em simples, é a posição n º 13, alcançado em 8 de agosto de 2022. Ela alcançou seu recorde em duplas de nº 18 em 25 de setembro de 2023. No US Open de 2021, ela chegou em sua primeira final de Grand Slam aos 19 anos. Ela chegou a final derrotando 3 adversárias do Top 5 do ranking e uma ex-número 1 do mundo. A canadense derrotou Naomi Osaka, terceira do mundo e então campeã, Elina Svitolina, quinta colocada, a ex-número 1 Angelique Kerber, que tem título no torneio e bateu Aryna Sabalenka, número 2 do ranking, nas semis.
Em 11 de junho de 2023, Leylah chegou a sua primeira final de Grand Slam por duplas em Roland Garros jogando junto com a norte-americana Taylor Townsend, elas perderam a final por 2 a 1 para a taiwanesa Hsieh Su-wei e a chinesa Wang Xinyu.

## Biografia
Jorge, pai de Leylah, é equatoriano e ex-jogador de futebol; sua mãe é uma cidadã canadense de ascendência filipina. Sua irmã mais nova, Bianca Jolie [en], também é jogadora de tênis.

## Carreira juvenil
Em 25 de janeiro de 2019, Leylah chegou à final de simples femininas do Aberto da Austrália, onde perdeu para Clara Tauson. Em 8 de junho de 2019, Fernandez derrotou Emma Navarro na final feminina de Roland Garros para se tornar a primeira mulher canadense a vencer um título juvenil de Grand Slam desde Eugenie Bouchard em 2012 em Wimbledon.

## Carreira profissional

### 2019 - estreia profissional
Em 21 de julho de 2019, Leylah conquistou seu primeiro título profissional de tênis de simples, quando lutou para vencer a compatriota canadense Carson Branstine [en] na final do Gatineau Challenger, no seu país natal. Ela também conquistou seu primeiro título profissional de duplas na mesma data, quando se juntou a Rebecca Marino, de Vancouver. A dupla derrotou a dupla cabeça-de-chave número 2, Marcela Zacarías, do México, e Hsu Chieh-yu [en], de Taiwan. Na semana seguinte, ela fez sua segunda final consecutiva de ITF em Granby, perdendo para Lizette Cabrera [en] da Austrália.

### 2020 - Grande estreia em Slam, primeira final WTA Tour, Roland Garros
Leylah fez sua estreia em Grand Slam no Aberto da Austrália. Após a qualificação, ela perdeu na primeira rodada para Lauren Davis.
Ela conquistou a maior vitória de sua carreira na semana seguinte nas eliminatórias da Billie Jean King Cup contra a quinta colocada no mundo, a suíça Belinda Bencic.
No final de fevereiro no Aberto do México, Leylah se classificou e alcançou sua primeira final de torneio WTA, onde, após vencer 12 sets consecutivos, foi derrotada pelo nº 69 do mundo, Heather Watson. Uma semana depois, ela derrotou a campeão de Grand Slam Sloane Stephens ao chegar às quartas de final do Monterrey Open, perdendo para a eventual campeã Elina Svitolina.

### 2021 - Primeiro título WTA e final de US Open

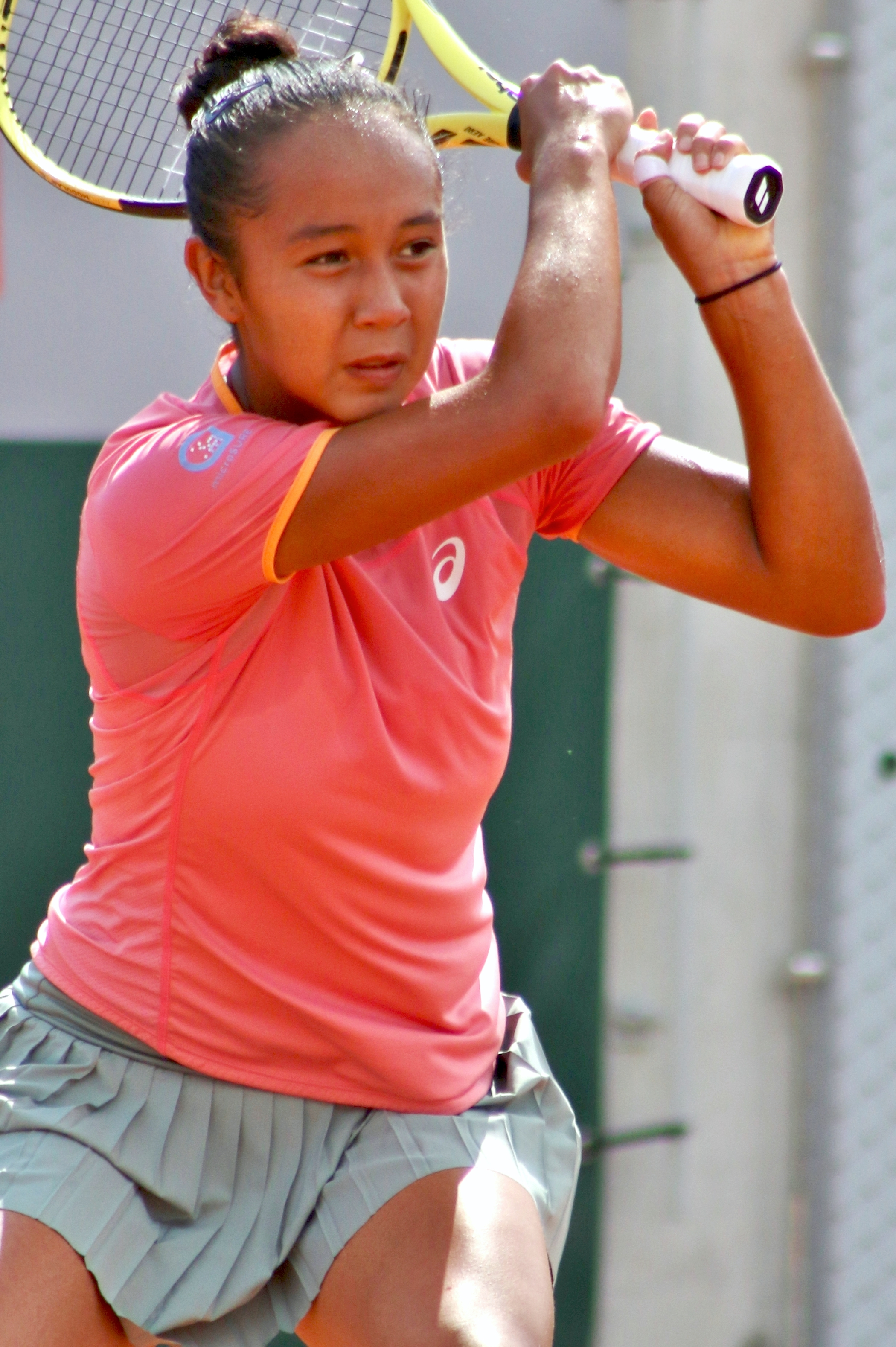
Fernandez em Roland Garros, 2021.

Leylah começou 2021 sem vitórias consecutivas em seus primeiros quatro torneios. No entanto, em março, no Monterrey Open, ela venceu suas primeiras quatro partidas para chegar à final, derrotando Viktorija Golubic e conquistando o primeiro título WTA de sua carreira. Aos 18 anos, ela era a jogadora mais jovem do circuito principal, e venceu sem perder nenhum set durante o torneio.
No US Open, Leylah derrotou a defensora do título, Naomi Osaka, em jogo de três sets na terceira rodada, a ex-nº 1 do mundo e três vezes campeã Angelique Kerber na quarta rodada, também em jogo de três sets, e a quinta do ranking mundial Elina Svitolina nas quartas de final, em mais um jogo de três sets, para chegar à sua primeira semifinal de Major um dia após seu 19º aniversário. Ela então derrotou Aryna Sabalenka, nº 2 do mundo, para chegar à sua primeira final de Slam. e no processo tornou-se a primeira jogadora nascida em 2002 a chegar em uma final. Foi a terceira vez na "Era Aberta" em que uma mulher derrotou três das cinco primeiras cabeças de chave no US Open. Na final, Leylah saiu derrotada para a também estreante em finais de Grand Slam, a britânica de 18 anos, Emma Raducanu (então 150ª do ranking) em sets diretos.

### 2022

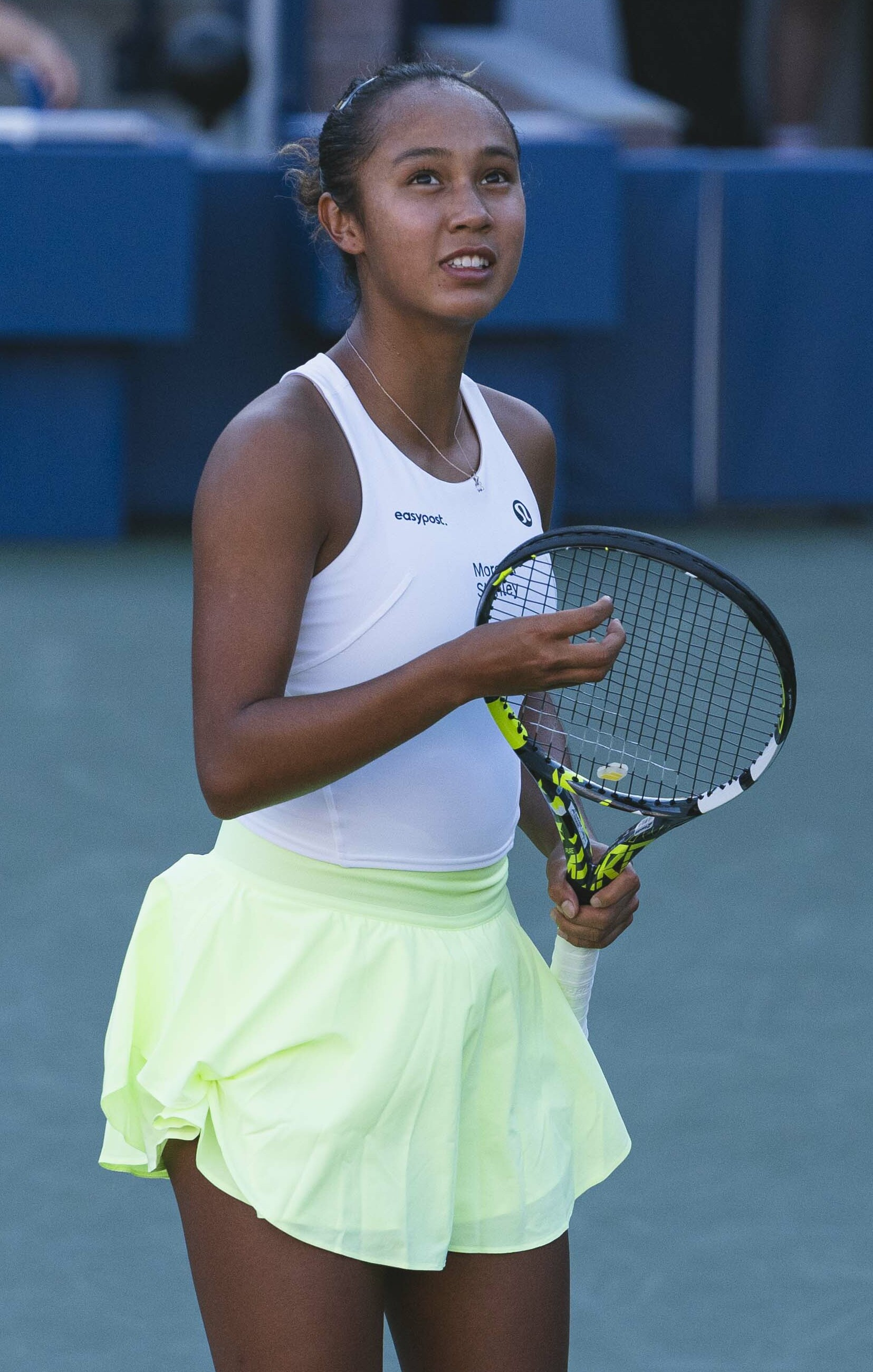
Leylah no US Open de 2022.

Leylah começou a temporada no Adelaide International 1. Ela avançou para as oitavas de final, onde foi derrotada por Iga Świątek, em dois sets. Ela perdeu para Maddison Inglis [en] na primeira rodada do Australian Open como a 23ª cabeça-de-chave.
Em março, Leylah defendeu seu título do Monterrey Open, alcançando sua quarta final e conquistando seu segundo título WTA. Vencendo Anna Karolína Schmiedlová, Zheng Qinwen, Wang Qiang e Beatriz Haddad Maia para chegar à final, Fernandez venceu Camila Osorio em três sets, salvando cinco "match points" no set final. Ela também entrou na competição de duplas com sua irmã, Bianca Fernandez [en]. Elas perderam na primeira rodada para Elixane Lechemia [en] e Ingrid Neel [en].
Leylah posteriormente entrou no Indian Wells Open. Ficando de "bye" na primeira rodada, ela avançou para a terceira após o abandono de Amanda Anisimova, onde venceu o tiebreak do segundo set e derrotou Shelby Rogers em três sets. Ela perdeu para a defensora do título Paula Badosa na quarta rodada. Na competição de duplas, em parceria com Alizé Cornet, a dupla chegou às semifinais, antes de perder para as campeãs Xu Yifan e Yang Zhaoxuan.
Em maio, no Aberto da França, Leylah venceu a campeã olímpica Belinda Bencic e a semifinalista do Aberto da França de 2019 Amanda Anisimova na terceira e quarta rodadas respectivamente, antes de perder para Martina Trevisan nas quartas de final.
Uma fratura no pé de grau III adquirida durante sua partida das quartas de final com Trevisan a forçou a não participar de Wimbledon, torneio do qual fora eliminada na primeira rodada no ano anterior para Jeļena Ostapenko.
No Aberto do Canadá, Leylah perdeu na segunda rodada para a eventual finalista Beatriz Haddad Maia. No Cincinnati Open, ela perdeu na primeira rodada para Ekaterina Alexandrova.
Leylah entrou no US Open como a 14ª cabeça-de-chave. Na primeira rodada, ela venceu Océane Dodin, antes de perder para Liudmila Samsonova na segunda. Com a perda da maioria de seus pontos por ter chegado à final no ano anterior, Fernandez ficaria fora do top 30. Na chave de duplas, em parceria com Daria Saville, ela chegou à segunda rodada, e com Jack Sock nas duplas mistas às quartas de final.

### 2023

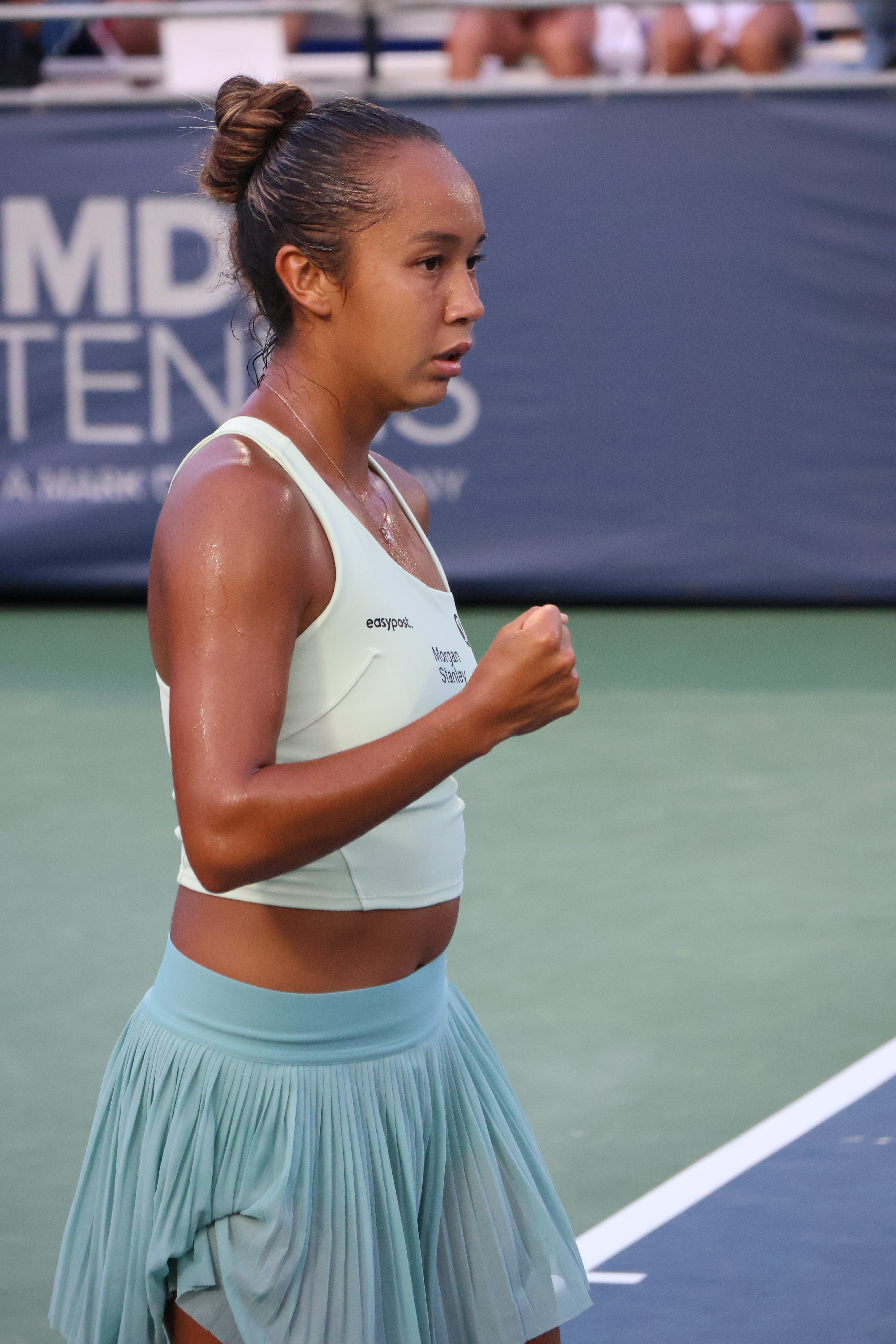
Fernandez no DC Open, 2023.

Leylah começou a temporada de 2023 chegando às quartas de final no Auckland Open. No Australian Open, ela venceu a partida do primeira rodada contra Alizé Cornet. Na segunda rodada, ela perdeu para a número 4 do mundo, Caroline Garcia, em uma partida muito disputada, tendo obtido "set points" em ambos os sets.
Na temporada europeia em quadras de saibro, seu maior destaque foi ter chegado à semifinal de um torneio de US$ 100k, o Open Villa de Madrid [en].
Nas quadras de grama, teve participação discreta, ficando nas primeiras rodadas no Bad Homburg Open e em Wimbledon.
De volta às quadras duras na América do Norte, Leylah chegou às quartas de final em Cleveland. No US Open, ela perdeu para Ekaterina Alexandrova na primeira rodada em jogo de três sets.
No primeiro torneio da temporada asiática, Leylah conquistou o título do Hong Kong Tennis Open, torneio de nível WTA 250. Leylah (60ª do mundo, na época) enfrentou a tcheca Kateřina Siniaková, então número 85 do ranking da WTA, e venceu a final em um jogo equilibrado de três sets. Foi o terceiro título de simples da WTA conquistado pela canadense. Fernandez não disputava uma final de simples desde março de 2022, quando foi campeã do Monterrey Open, no México. No torneio seguinte, o Jiangxi Open também de nível WTA 250, Fernandez chegou à semifinal, perdendo a revanche para a mesma Siniaková em sets diretos.

### 2024
No início do ano, Leylah participou com o Time Canadá da United Cup. Lá, em suas partidas de simples, ela venceu Daniela Seguel do Time Chile, e perdeu para Maria Sakkari do Time Grécia, ambos os jogos em sets diretos. Em seguida, Leylah entrou diretamente no Australian Open. Ela passou por Anastasia Potapova na primeira rodada em sets diretos. Já na segunda rodada, a cabeça de chave N° 32 perdeu para Alycia Parks também em sets diretos. No giro do Oriente Médio, no Qatar, Leylah chegou às quartas de final, onde perdeu para a cabeça de chave N° 3 Elena Rybakina em sets diretos. Já e em Dubai, chegou apenas à segunda rodada onde perdeu para a eventual campeã, Jasmine Paolini em sets diretos. No giro americano, em San Diego, ela teve que desistir da partida de primeira rodada contra Tatjana Maria depois de ter vencido o primeiro set, por motivo de contusão. Em Indian Wells, ela perdeu seu jogo de estreia contra Diane Parry em jogo de três sets. No Miami Open, chegou à segunda rodada onde perdeu para a cabeça de chave N° 5, Jessica Pegula, em sets diretos.
Leylah deu início à temporada em quadras de saibro ainda nos Estados Unidos, no Charleston Open no qual perdeu seu jogo de estreia contra Sloane Stephens em sets diretos. De volta à Europa, participou do Aberto de Madri, onde venceu sua partida de estreia contra Anastasia Potapova em sets diretos e em seguida, perdeu para a cabeça de chave N° 8, Ons Jabeur em jogo de três sets. No Aberto de Roma, ela não passou da primeira rodada, perdendo em sets diretos para Ana Bogdan. Em seguida, no Internationaux de Strasbourg, passou por Anastasia Potapova na primeira rodada em jogo de três sets, mas perdeu para a cabeça de chave N° 5, Liudmila Samsonova, na segunda, também em jogo de três sets. Já no Aberto da França, como cabeça de chave N° 31, venceu a "wild card" local, Jessika Ponchet [en], na primeira rodada em sets diretos, venceu Wang Xiyu, na segunda, também em sets diretos, mas perdeu na terceira para a cabeça de chave N° 8, Ons Jabeur, mais uma vez em sets diretos.
Leylah começou a temporada em quadras de grama pelo Birmingham Classic, no qual chegou às quartas de final onde perdeu para Ajla Tomljanovic em jogo de três sets. Em seguida, no Eastbourne International, chegou à final onde acabou perdendo para Daria Kasatkina em sets diretos, ficando com o vice-campeonato. Em Wimbledon, passou por Lucia Bronzetti na primeira rodada mas perdeu para Caroline Wozniacki na segunda. Depois disso, participou dos Jogos Olímpicos onde chegou às oitavas de final que perdeu para Angelique Kerber.
Leylah deu início à temporada em quadras duras na América do norte no Aberto do Canadá, no qual não passou da segunda rodada na chave de simples. Já na chave de duplas, em parceria com sua irmã, Bianca Fernandez [en], chegou à semifinal, que perderam para a dupla Gabriela Dabrowski / Erin Routliffe em sets diretos. Seu próximo compromisso foi no Cincinnati Open, no qual, na chave de simples, chegou até às quartas de final, onde perdeu para Jessica Pegula em jogo muito equilibrado de três sets. Na chave de duplas desse mesmo torneio, em parceria com Yulia Putintseva, chegou à final, que no entanto perderam para a dupla Asia Muhammad / Erin Routliffe em jogo de três sets ficando com o vice-campeonato.

## Finais da WTA

### Simples: 7 finais (4 títulos, 3 vice)
| Legenda                                        |
| ---------------------------------------------- |
| Grand Slam (0–1)                               |
| WTA Tour (0–0)                                 |
| Premier Mandatory & Premier 5 / WTA 1000 (0–0) |
| Premier / WTA 500 (1–1)                        |
| International / WTA 250 (3–1)                  |

| Finais por piso |
| --------------- |
| Duro (4–2)      |
| Saibro (0–0)    |
| Grama (0–1)     |
| Carpete (0–0)   |

| Resultado | N.  | Data                   | Torneio                                  | Categoria     | Piso  | Oponente           | Placar                  |
| --------- | --- | ---------------------- | ---------------------------------------- | ------------- | ----- | ------------------ | ----------------------- |
| Vice      | 0–1 | Fevereiro de 2020      | México Open, México                      | International | Duro  | Heather Watson     | 4–6, 7–6(8), 1–6        |
| Campeã    | 1–1 | Março de 2021          | Monterrey Open, México                   | WTA 250       | Duro  | Viktorija Golubic  | 6–1, 6–4                |
| Vice      | 1–2 | 11 de setembro de 2021 | US Open, EUA                             | Grand Slam    | Duro  | Emma Raducanu      | 4–6, 3–6                |
| Campeã    | 2–2 | Março de 2022          | Monterrey Open, México (2)               | WTA 250       | Duro  | Camila Osorio      | 6–7(5–7), 6–4, 7–6(7–3) |
| Campeã    | 3–2 | 15 de outubro de 2023  | Hong Kong Open, HK, China                | WTA 250       | Duro  | Kateřina Siniaková | 3–6, 6–4, 6–4           |
| Vice      | 3–3 | Junho de 2024          | International Eastbourne, Inglaterra, UK | WTA 500       | Grama | Daria Kasatkina    | 3–6, 4–6                |
| Campeã    | 4–3 | 27 de julho de 2025    | Washington DC Open, EUA                  | WTA 500       | Duro  | Anna Kalinskaya    | 6–1, 6–2                |

### Duplas: 4 finais (4 vices)
| Legenda                                        |
| ---------------------------------------------- |
| Grand Slam (0–1)                               |
| WTA Tour (0–0)                                 |
| Premier Mandatory & Premier 5 / WTA 1000 (0–2) |
| Premier / WTA 500 (0–0)                        |
| International / WTA 250 (0–1)                  |

| Finais por piso |
| --------------- |
| Duro (0–3)      |
| Saibro (0–1)    |
| Grama (0–0)     |
| Carpete (0–0)   |

| Resultado | N.  | Data                | Torneio                  | Categoria  | Piso   | Parceira              | Oponente (s)                 | Placar             |
| --------- | --- | ------------------- | ------------------------ | ---------- | ------ | --------------------- | ---------------------------- | ------------------ |
| Vice      | 0–1 | Janeiro de 2023     | Auckland Open, Austrália | WTA 250    | Duro   | Bethanie Mattek-Sands | Miyu Kato Aldila Sutjiadi    | 6–1, 5–7, [4–10]   |
| Vice      | 0–2 | Abril de 2023       | Miami Open, EUA          | WTA 1000   | Duro   | Taylor Townsend       | Coco Gauff Jessica Pegula    | 6–7(6–8), 2–6      |
| Vice      | 0–3 | 11 de junho de 2023 | Roland Garros, França    | Grand Slam | Saibro | Taylor Townsend       | Hsieh Su-wei Wang Xinyu      | 6–1, 6–7(5–7), 1–6 |
| Vice      | 0–4 | Agosto de 2024      | Cincinnati Open, EUA     | WTA 1000   | Duro   | Yulia Putintseva      | Asia Muhammad Erin Routliffe | 6–3, 1–6, [4–10]   |

## Finais da ITF

### Simples: 3 finais (1 título, 2 vices)
| Legend                  |
| ----------------------- |
| Torneios $100,000 (0–0) |
| Torneios $80,000 (0–1)  |
| Torneios $60,000 (0–0)  |
| Torneios $25,000 (1–1)  |
| Torneios $15,000 (0–0)  |

| Finals by surface |
| ----------------- |
| Duro (1–2)        |
| Saibro (0–0)      |
| Grama (0–0)       |
| Carpete (0–0)     |

| Resultado | V–D | Data     | Torneio                      | Categoria | Piso | Oponente           | Placar        |
| --------- | --- | -------- | ---------------------------- | --------- | ---- | ------------------ | ------------- |
| Campeã    | 1–0 | Jul 2019 | ITF Gatineau, Canadá         | 25,000    | Duro | Carson Branstine   | 3–6, 6–1, 6–2 |
| Vice      | 1–1 | Jul 2019 | Challenger de Granby, Canadá | 80,000    | Duro | Lizette Cabrera    | 1–6, 4–6      |
| Vice      | 1–2 | Out 2019 | ITF Waco, EUA                | 25,000    | Duro | Fernanda Contreras | 3–6, 6–2, 1–6 |

### Duplas: 4 finais (2 títulos, 2 vices)
| Resultado | V–D | Data     | Torneio                        | Categoria | Piso     | Parceira         | Oponentes                               | Placar           |
| --------- | --- | -------- | ------------------------------ | --------- | -------- | ---------------- | --------------------------------------- | ---------------- |
| Campeã    | 1–0 | Jul 2019 | ITF Gatineau, Canadá           | 25,000    | Duro     | Rebecca Marino   | Hsu Chieh-yu Marcela Zacarias           | 7–6(5), 6–3      |
| Campeã    | 2–0 | Out 2019 | Challenger de Saguenay, Canadá | 60,000    | Duro (i) | Mélodie Collard  | Samantha Murray Sharan Bibiane Schoofs  | 7–6(3), 6–2      |
| Vice      | 2–1 | Nov 2019 | Tevlin Challenger, Canadá      | 60,000    | Duro (i) | Mélodie Collard  | Robin Anderson Jessika Ponchet          | 6–7 (7), 2–6     |
| Vice      | 2–2 | Out 2020 | ITF Sharm El Sheikh, Egito     | 15,000    | Duro     | Bianca Fernandez | Veronika Pepelyaeva Anastasia Tikhonova | 6–4, 3–6, [6–10] |

## Finais Grand Slam juvenil

### Simples: 2 finais (1 título, 1 vice)
| Resultado | Ano  | Torneio        | Piso   | Oponente     | Resultado |
| --------- | ---- | -------------- | ------ | ------------ | --------- |
| Vice      | 2019 | Austrália Open | Duro   | Clara Tauson | 4–6, 3–6  |
| Campeã    | 2019 | Roland Garros  | Saibro | Emma Navarro | 6–3, 6–2  |

## Recorde vs. jogadoras Top 10
Jogadoras ativas em negrito.
| Números 1 do ranking  |           |       |      |             |           |           |                                                                |
| Angelique Kerber      | 2021–24   | 1–1   | 50%  | 1–0         | 0–1       | –         | Perdeu (4–6, 3–6) nas Olímpiadas de Paris de 2024              |
| Naomi Osaka           | 2021      | 1–0   | 100% | 1–0         | –         | –         | Venceu (5–7, 7–6(7–2), 6–4) no US Open de 2021                 |
| Karolína Plíšková     | 2023      | 0–1   | 0%   | 0–1         | –         | –         | Perdeu (2–6, 5–7) em) no Doha 2023                             |
| Iga Świątek           | 2022-23   | 0–2   | 0%   | 0–2         | –         | –         | Perdeu (1–6, 1–6) em Dubai 2023                                |
| Aryna Sabalenka       | 2021      | 1–0   | 100% | 1–0         | –         | –         | Venceu (7–6(7–3), 4–6, 6–4) no US Open de 2021                 |
| Victoria Azarenka     | 2023      | 1–0   | 100% | 1–0         | –         | –         | Venceu (2–6, 6–3, Retirou-se) em Hong Kong de 2023             |
| Números 2 do ranking  |           |       |      |             |           |           |                                                                |
| Vera Zvonareva        | 2020      | 1–0   | 100% | 1–0         | –         | –         | Venceu (6–4, 7–5) em Roland Garros de 2020                     |
| Petra Kvitova         | 2020      | 0–1   | 0%   | –           | 0–1       | –         | Perdeu (5–7, 3–6) em Roland Garros de 2020                     |
| Barbora Krejčíková    | 2020–24   | 1–1   | 50%  | 0–1         | –         | 1–0       | Venceu (6–2, 3–6, 6–2) em Eastbourne de 2024                   |
| Ons Jabeur            | 2020–24   | 0–4   | 0%   | 0–1         | 0–2       | 0–1       | Perdeu (4–6, 6–7(5–7)) em Roland Garros de 2024                |
| Paula Badosa          | 2020–24   | 1–3   | 25%  | 1–2         | 0–1       | –         | Venceu (0–6, 6–2, 6–3) em Doha de 2024                         |
| Coco Gauff            | 2024–25   | 0–2   | 0%   | 0–2         | –         | –         | Perdeu (4–6, 2–6) em Australian Open de 2025                   |
| Números 3 do ranking  |           |       |      |             |           |           |                                                                |
| Sloane Stephens       | 2020–24   | 3–1   | 75%  | 3–1         | –         | –         | Perdeu (4–6, 4–6) em Charleston de 2024                        |
| Elina Svitolina       | 2020–21   | 1–1   | 50%  | 1–1         | –         | –         | Venceu (6–3, 3–6, 7–6(7–5)) no US Open de 2021                 |
| Maria Sakkari         | 2021–24   | 0–3   | 0%   | 0–3         | –         | –         | Perdeu (6–7(2–7), 3–6) na United Cup de 2024                   |
| Elena Rybakina        | 2024–25   | 2–1   | 66%  | 2–1         | –         | –         | Venceu (6–7 (2–7), 7–6 (7–3), 7–6 (7–3)) em Washington de 2025 |
| Jessica Pegula        | 2024–25   | 1–2   | 33%  | 1–2         | –         | –         | Venceu (6–3, 1–6, 7–5) em Washington de 2025                   |
| Números 4 do ranking  |           |       |      |             |           |           |                                                                |
| Belinda Bencic        | 2020–23   | 2–3   | 40%  | 1–2         | 1–0       | –         | Perdeu (1–6, 1–6) no Miami Open de 2023                        |
| Bianca Andreescu      | 2018      | 0–1   | 0%   | 0–1         | –         | –         | Perdeu (1–6, 4–6) no Challenger de Granby de 2018              |
| Sofia Kenin           | 2020      | 0–1   | 0%   | 0–1         | –         | –         | Perdeu (4–6, 3–6) no US Open de 2020                           |
| Caroline Garcia       | 2022-23   | 0–3   | 0%   | 0–2         | –         | 0–1       | Perdeu (6–3, 4–6, 6–7(6–10)) em Wimbledon 2023                 |
| Jasmine Paolini       | 2021–24   | 3–2   | 60%  | 3–1         | –         | 0–1       | Perdeu (3–6, 4–6) em Dubai 2024                                |
| Números 5 do ranking  |           |       |      |             |           |           |                                                                |
| Jelena Ostapenko      | 2021      | 0–1   | 0%   | –           | –         | 0–1       | Perdeu (1–6, 2–6) em Wimbledon de 2021                         |
| Zheng Qinwen          | 2022–24   | 2–2   | 50%  | 2–2         | –         | –         | Perdeu (0–6, 6–1, 3–6) em Tóquio 2024                          |
| Números 6 do ranking  |           |       |      |             |           |           |                                                                |
| Marketa Vondrousova   | 2019–2023 | 1–1   | 50%  | 1–0         | 0–1       | –         | Venceu (6–2, 2–6, 6–3) em Copa Billie Jean King de 2023        |
| Madison Keys          | 2021–24   | 1–1   | 50%  | –           | 0–1       | 1–0       | Venceu (6–3, 3–6, 6–3) em Eastbourne de 2024                   |
| Números 7 do ranking  |           |       |      |             |           |           |                                                                |
| Danielle Collins      | 2023      | 0–1   | 0%   | 0–1         | –         | –         | Perdeu (2–6, 3–6) em Montreal de 2023                          |
| Números 8 do ranking  |           |       |      |             |           |           |                                                                |
| Daria Kasatkina       | 2022–24   | 0–3   | 0%   | 0–1         | 0–1       | 0–1       | Perdeu (3–6, 4–6) em Eastbourne de 2024                        |
| Karolína Muchová      | 2022–24   | 1–1   | 50%  | 0–1         | 1–0       | –         | Venceu (6–1, 4–6, 6–2) nas Olímpiadas de Paris de 2024         |
| Emma Navarro          | 2019–25   | 4–1   | 80%  | 3–1         | 1–0       | –         | Venceu (6–2, 6–2) em Doha de 2025                              |
| Números 9 do ranking  |           |       |      |             |           |           |                                                                |
| Coco Vandeweghe       | 2021      | 1–0   | 100% | 1–0         | –         | –         | Venceu (6–3, 6–2) em Monterrey de 2021                         |
| Andrea Petkovic       | 2022      | 1–0   | 100% | –           | 1–0       | –         | Venceu (6–1, 1–6, 6–4) em Madrid de 2022                       |
| Números 10 do ranking |           |       |      |             |           |           |                                                                |
| Kristina Mladenovic   | 2022      | 1–0   | 100% | –           | 1–0       | –         | Venceu (6–0, 7–5) em Roland Garros de 2022                     |
| Emma Raducanu         | 2021      | 0–1   | 0%   | 0–1         | –         | –         | Perdeu (2–6, 2–6) em US Open de 2021                           |
| Beatriz Haddad Maia   | 2022–23   | 2–2   | 50%  | 2–2         | –         | –         | Perdeu (3–6, 7–5, 2–6) em San Diego de 2023                    |
| Total                 | 2018–25   | 36–47 | 43%  | 26–33 (44%) | 6–8 (43%) | 2–5 (29%) | Estatísticas atualizadas até 28 de julho de 2025.              |

## Vitórias sobre jogadoras Top 10
| Temporada | 2020 | 2021 | 2023 | 2024 | 2025 | Total |
| --------- | ---- | ---- | ---- | ---- | ---- | ----- |
| Vitórias  | 1    | 3    | 1    | 2    | 2    | 9     |

| #    | Oponente            | Rank  | Evento                        | Piso     | Rodada | Resultado           | LF Rank |
| ---- | ------------------- | ----- | ----------------------------- | -------- | ------ | ------------------- | ------- |
| 2020 |                     |       |                               |          |        |                     |         |
| 1.   | Belinda Bencic      | No. 5 | Copa Billie Jean King, Suíça  | Duro (i) | 4R     | 6–2, 7–6(7–3)       | No. 185 |
| 2021 |                     |       |                               |          |        |                     |         |
| 2.   | Naomi Osaka         | No. 3 | US Open, EUA                  | Duro     | 3R     | 5–7, 7–6(7–2), 6–4  | No. 73  |
| 3.   | Elina Svitolina     | No. 5 | US Open, EUA                  | Duro     | QF     | 6–3, 3–6, 7–6(7–5)  | No. 73  |
| 4.   | Aryna Sabalenka     | No. 2 | US Open, EUA                  | Duro     | SF     | 7–6(7–3), 4–6, 6–4  | No. 73  |
| 2023 |                     |       |                               |          |        |                     |         |
| 5.   | Marketa Vondrousova | No. 7 | Copa Billie Jean King, Canadá | Duro (i) | SF     | 6–2, 2–6, 6–3       | No. 35  |
| 2024 |                     |       |                               |          |        |                     |         |
| 6.   | Zheng Qinwen        | No. 7 | WTA de Doha, Qatar            | Duro     | OF     | 7–5, 6–3            | No. 38  |
| 7.   | Elena Rybakina      | No. 4 | WTA de Cincinnati, EUA        | Duro     | 2R     | 3–6, 7–6 (7–3), 6–4 | No. 26  |
| 2025 |                     |       |                               |          |        |                     |         |
| 8.   | Emma Navarro        | No. 9 | WTA de Doha, Qatar            | Duro     | 2R     | 6–2, 6–2            | No. 27  |
| 9.   | Jessica Pegula      | No. 4 | WTA de Washington, EUA        | Duro     | OF     | 6–3, 1–6, 7–5       | No. 36  |